# Beaurepaire (Vendée)
Beaurepaire és un municipi francès, situat al departament de Vendée i a la regió del País del Loira.